# Мегданско хоро
Фолклорните празници „Мегданско хоро“, организирани в град Копривщица са традиционно събитие в културния календар на града. Провеждат се на ежегодно през лятото на площад „20-ти Април“.
Едно от първите официални издания на мероприятието е на 24 април 2011 г. по повод откриването на Живия музей в реновираната сграда на училището „Св. Св. Кирил и Методий“.
Първоначалната идея дава градското читалище в лицето на тогавашния негов председател Недельо Меслеков. Преди да стане общоградско събитие, то се провежда последователно във всяка махала на града.
В провеждащите се всяко лято в града и организирани ежеседмично празници взимат участие фолклорни групи и индивидуални певчески и танцови изпълнители. Обикновено гостите и гражданството на града-домакин се включват в хората.Винаги те са представяни като част от летните фолклорни празници „С Копривщица в сърцето“, и почти винаги откривани от представителния духов оркестър на училище „Любен Каравелов“.
Редовни участници в представленията са женската певческа група „Копришки бисери“ и юношеският танцов състав „Копривщенчета“, танцов колектив „Усмивка“, както и гостуващи фолклорни изпълнители от региона и страната.
По време на фолклорната програма при участието на самодейни състави и изпълнители от страната ежегодно се извършва и номинация за лице на Копривщица за млад и талантлив изпълнител.
Когато в града се провежда Националният събор на българското народно творчество той целият и околностите му се превръщат в едно голямо мегданско хоро.